# Canis lupus crassodon
El lobo de Vancouver (Canis lupus crassodon) es una subespecie del lobo gris, endémica de la isla de Vancouver,  en el Noroeste del Pacífico de América del Norte. Es muy sociable, y vive en manadas de unos 35 individuos. Está catalogada como en peligro de extinción. Es muy tímido, y raramente visto por humanos. Los lobos del área del Pacific Rim National Park Reserve son conocidos por atacar perros domésticos. Hay también dos lobos de Vancouver, uno blanco y otro gris en el Zoo de Vancouver.

## Apariencia
El lobo de Vancouver tiene un tamaño medio, y es de color negro grisáceo o blanco.

## Dieta
La principal fuente de comida del lobo de Vancouver es el venado de cola negro columbiano y el Alce de Roosevelt.